# ميكلوس بير
ميكلوس بير (بالمجرية: Beer Miklós) هو كاهن كاثوليكي مجري، ولد في 1 يونيو 1943 في بودابست في المجر.